# Musée maritime de Bilbao
Le Musée maritime de la ria de Bilbao (Museo Marítimo Ría de Bilbao en espagnol, Bilboko Itsasadarra Itsas Museoa en euskara) est un musée situé dans la ville de Bilbao, dans la province basque de Biscaye, (Espagne). Il se situe dans le quartier d'Indatxu, dans le terrain où se trouvaient antérieurement les chantiers navals Euskalduna. Près de celui-ci se trouve le Pont Euskalduna et le Palais Euskalduna. Ses expositions prétendent diffuser le patrimoine maritime lié à la Ría de Bilbao et leur environnement. Il a été inauguré le 20 novembre 2003. Au moment de son cinquième anniversaire, 323 000 personnes avaient visité ce musée, qui a exposé 28 bateaux et a reçu 21 expositions temporaires.
Le musée dispose d'une superficie de 27 000 m2, réparties entre l'intérieur et une esplanade extérieure où se conservent encore les digues de l'ancien chantier naval, outre une grue restaurée et surnommée "la Carola".